# Источне планине Зимбабвеа
Источне планине (енгл. Eastern Highlands) Зимбабвеа је ланац брда и планина који се протеже у правцу север-југ у дужини од 300 километаре дуж источне границе са Мозамбиком. Оне чине ивицу централне висоравни. и протежу се од Њанге на северу до градова Чиманиманија и Чипинге на југу.
Источне планине можемо да поделимо на три дела који су различити по карактеру.
Северни део почиње севернио од градића Њанге и обухвата национални парк Њанга, Мтарази национални парк и водопаде, Пунгве кањон и водопаде као и Хонде долину. Планина Ињангани која је са висином од 2592 м највиша у Зимбабвеу такође се налази у северном делу.
Централни део почиње јужно од Хонде долине и обухвата град Мутаре као и планину Вумба на којој се налази Вумба ботаничка башта као и шумски резерват Бунга. На Вумби се такође налази хотел Леопард Рок као и истоимени голф терен који је најживописнији у Зимбабвеу.
Мутаре је источна капија Зимбабвеа и има развијену дрвну индустрију као и производњу папира.
Јужни део почиње од долине Кашел где се гаји кикирики и обухвата Чиманимани планине. Практично цео ланац планина је обухваћен националним парком Чиманимани. Једини прилаз је пешачким стазама. Највиши врх је на висини 2440 метара. На јужној ивици заштиченог подручја се налази шумски резерват Чиринда у којем је сачуван остатак суптропске прашуме која има преко 100 врста дрвећа међу којима се налази и Црвени Махагони (Khaya nyasica) са појединим примерцима који достижу 60 метара у висинз и 15 метара у обиму. На крајњем југу се налази градић Чипинге који је центар производње чаја и кафе у Зимбабвеу.